# Caso Iribarren Pinillos contra España

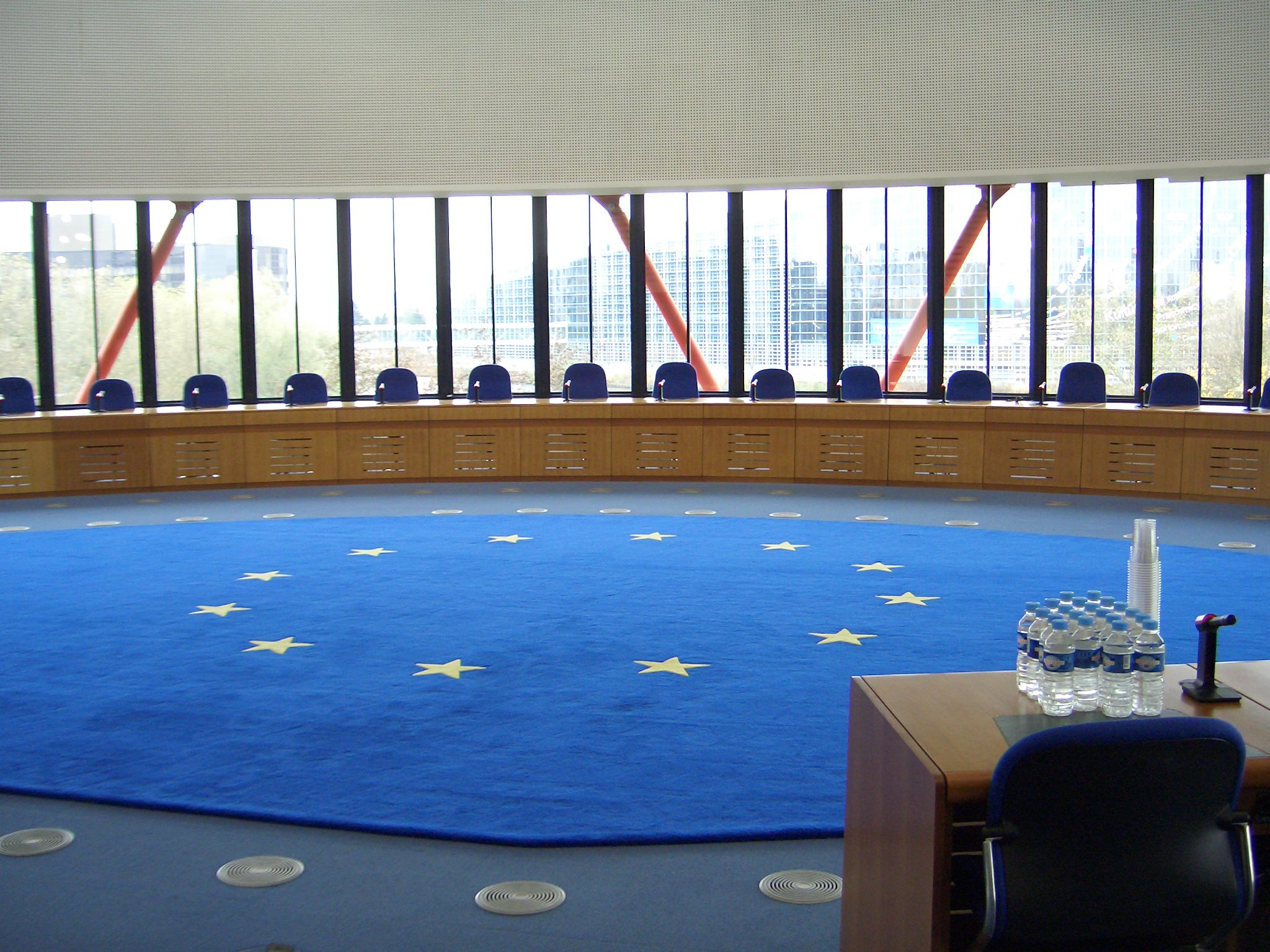
Una sala del Tribunal Europeo de Derechos Humanos.

La condena del Tribunal Europeo de Derechos Humanos a España por el maltrato dado a Mikel Iribarren fue una sentencia del 8 de enero de 2009 realizada por este Tribunal del Consejo de Europa por la agresión policial que recibió Mikel Iribarren en 1991 (17 años antes) y posteriormente por no garantizar un juicio justo en el sistema judicial español. 
Los graves daños fueron ocasionados por un Policía Nacional mientras la víctima participaba activamente en una manifestación pacífica. 
Mikel Iribarren, natural de Pamplona, tres años después de la agresión fue candidato por Herri Batasuna en las Elecciones europeas de 1994 y a las elecciones generales al Senado en 1996 por Navarra.

## Los hechos

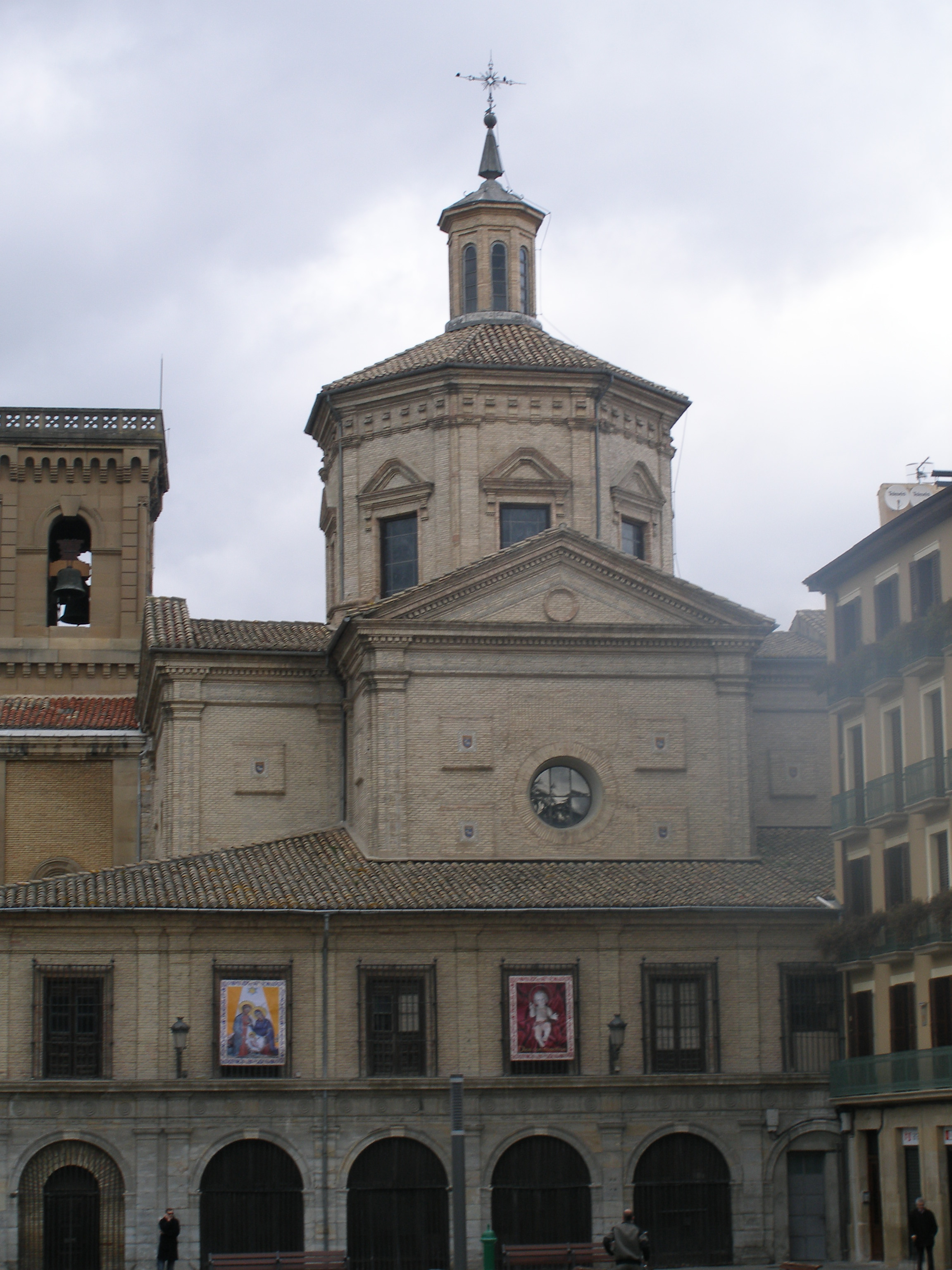
Rincón de la Aduana en Pamplona, lugar donde Mikel Iribarren sufrió las graves heridas.

Los hechos se produjeron en Pamplona, en la noche del 14 al 15 de diciembre de 1991 en que se produjeron graves incidentes de varias horas de duración en el Casco Viejo. En la plaza del Rincón de la Aduana y hacia las dos de la madrugada Mikel Iribarren Pinillos de dieciocho años de edad, mientras participaba en los mismos, fue gravemente herido por el disparo a corta distancia de un bote de humo por parte de un Policía Nacional. 
Cuando llegaron los sanitarios se encontraba en coma y se procedió al traslado al Hospital de Navarra. La descripción del rotativo "El País" entonces refería que "El joven tiene hundida la parte derecha del cráneo, sufre quemaduras en la mitad de la cara, traumatismo en un ojo, así como paraplejia en la mitad izquierda de su cuerpo". Por ello estuvo casi un mes en coma y tuvo importantes secuelas, precisando 459 días para su recuperación pasando repetidamente por el quirófano para reconstruir la fisonomía. Le quedó desfigurada la parte derecha de su cara y una invalidez permanente del 37% reconocida por el Instituto Navarro de Bienestar Social.

## Proceso judicial penal

### Juzgado de Instrucción
Los hechos fueron de conocimiento del Juzgado de Instrucción nº 3 de Pamplona, declarando nueve policías antidisturbios como imputados. La versión policial oficial dijo que eran estos nueve policías los que el día y en la hora de los hechos estaban actuando en el lugar. Todos declararon no saber nada de lo ocurrido, y varios de ellos manifestaron haberse limitado sólo a auxiliar al herido cuando se lo encontraron tendido en el suelo, en coma y al borde de la muerte. Nunca se identificó al autor del disparo.
Una vecina fue testigo de estos hechos y declaró en el Juzgado que "un policía con casco había disparado su arma a bocajarro contra el chaval, que instantáneamente cayó malherido al suelo, mientras su cabeza y ropa despedían una intensa humareda".
Según el juez de instrucción número 3 de Pamplona Iribarren participó embozado en los “altercados” y afirmó que en sus ropas fueron halladas “partículas de elementos químicos para la fabricación de explosivos”. En la declaración de Iribarren refirió que se encontró con los antidisturbios cuando iba a su casa.
El ministerio fiscal no formuló ninguna acusación y dicho juez dictaminó el archivo del caso por no estar acreditada la identidad del autor del disparo.
Las Fuerzas de Seguridad del Estado indicaron que los proyectiles habían sido modificados en los últimos años para aumentar la seguridad, por lo que tenían siempre una trayectoria en parábola disolviéndose en el aire, no pudiendo provocar el hundimiento del cráneo que tuvo Iribarren. Por ello la defensa solicitó la práctica de una prueba pericial en la que se lanzaron botes de humo a cabezas de cerdo sacrificados previamente, lo cual demostró que el bote de humo sí pudo ser la causa de las lesiones sufridas

### Audiencia Provincial

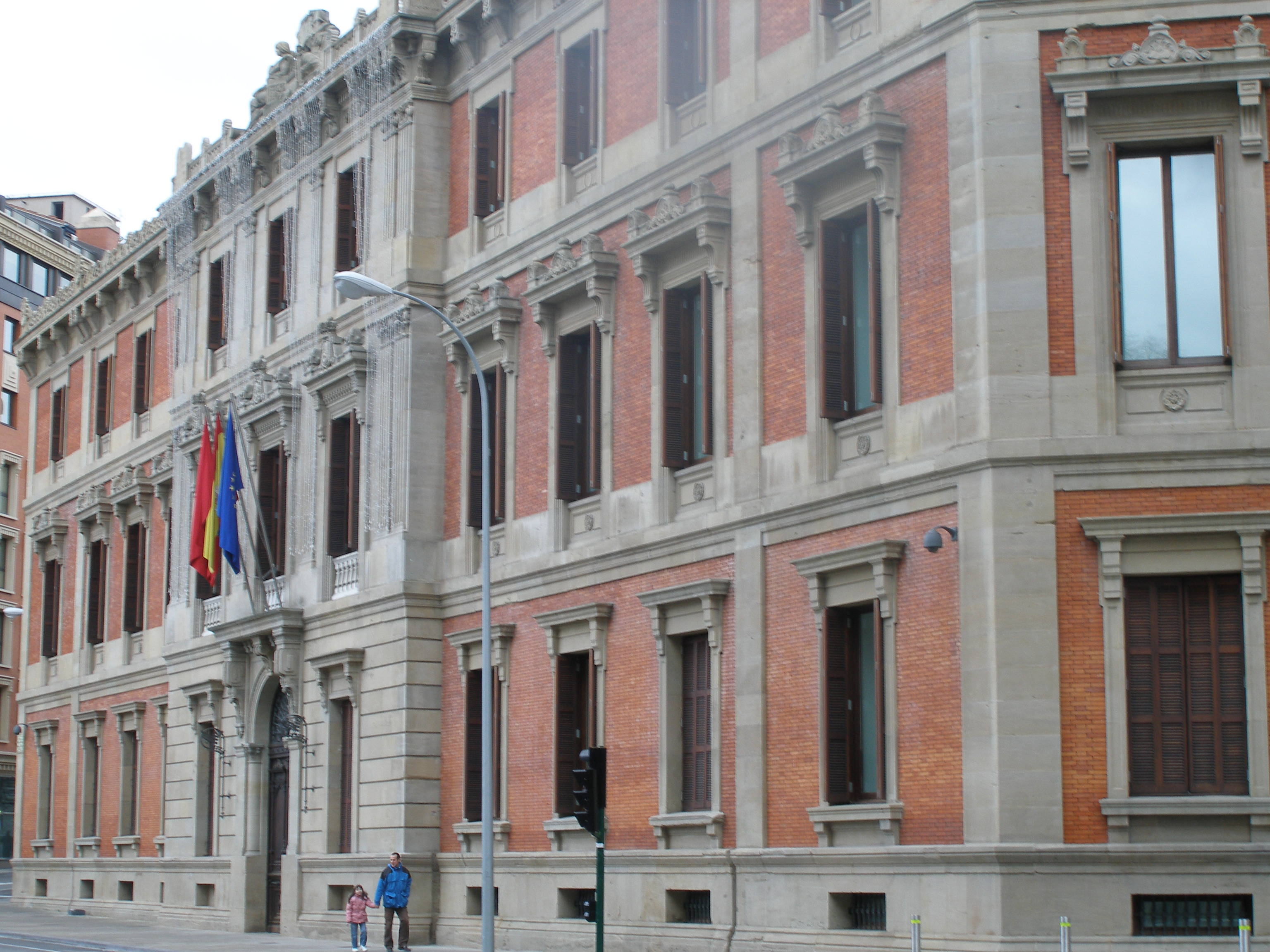
El actual edificio del Parlamento de Navarra era entonces la sede de la Audiencia Provincial de Navarra.

Sin embargo las acusaciones particulares y popular lograron mediante recurso de apelación que la Audiencia Provincial de Navarra en septiembre de 1995 declarara que estaba debidamente acreditada la perpetración de un delito de lesiones causadas "por el disparo a escasos metros con un arma de artefactos lacrimógenos o fumígenos de los utilizados por las Fuerzas de Orden Público", pero resolvió el archivo de las actuaciones por desconocerse a los autores, cómplices o encubridores de dicho disparo. 

## Proceso judicial contencioso-administrativo
La Audiencia Provincial de Navarra emplazaba a la víctima a solicitar en otras vías judiciales la reclamación de los daños causados por lo que Iribarren inició la vía administrativa, que concluyó con la Resolución del Ministerio del Interior de 27 de noviembre de 1997, que rechazaba que se pagara la indemnización de 47.224.816 pesetas solicitada por el lesionado.

### Audiencia Nacional
La Sala de lo Contencioso-Administrativo de la Audiencia Nacional el 1 de julio de 1998 estimó parcialmente el recurso interpuesto contra la resolución del Ministerio y condenó a la Administración a pagar una indemnización de 10.000.000 de pesetas (60.101,21 euros), por "actuación desproporcionada de un agente de la policía", aunque moderó la cuantía al estimar que había una concurrencia de culpas, pues el recurrente "no se encontraba casualmente en el lugar de los hechos, sino tomando parte de la alteración violenta del orden que llevó a la actuación del Cuerpo Nacional de Policía":

Es obvio por tanto, que las referidas lesiones y secuelas, que la propia Administración no niega, trajeron su causa directa y eficaz en una actuación de un funcionario no identificado del Cuerpo Nacional de Policía, que en el ejercicio legítimo de su actuación profesional y en concreto en la represión de una manifestación, realizó una actuación desproporcionada mientras se lanzaban durante varias horas botes de humo, uno de los cuales y en esa desproporción expuesta se dirigió a corta distancia al actor, contra el que impactó, ocasionando las lesiones y secuelas citadas, tal y como detalladamente recoge el Auto de 21 de febrero de 1994 del Juzgado de Instrucción núm. 3 de Pamplona, quien llegó a tal conclusión del lanzamiento a corta distancia, tesis aceptada por el Ministerio Fiscal, por las distintas pruebas de lanzamiento practicadas, de igual forma que, valorando las distintas declaraciones de los testigos presenciales y las contradicciones en que incurrieron, concluye que el recurrente estaba participando en la alteración del orden público, tesis esta aceptada por la Instructora del Expediente del Ministerio del Interior y por su Servicio Jurídico

### Tribunal Supremo

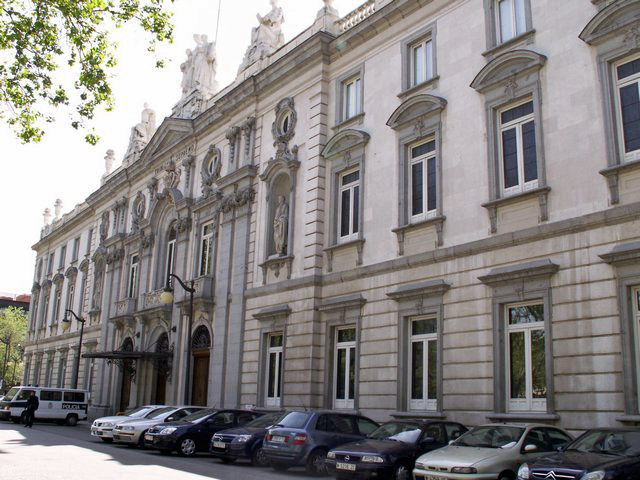
Sede del Tribunal Supremo, en Madrid.

Posteriormente recurrida la resolución de la Audiencia en casación por el Abogado del Estado y la víctima, el Tribunal Supremo de España el 31 de enero de 2003 consideró "proporcionado" este disparo porque "el agredido estaba participando en una manifestación ilegal, e incluso había atacado a la Policía, por lo que fue él el único responsable de lo que le ocurrió y de sus heridas, al haber provocado la situación de peligro de la que finalmente fue víctima", y anuló la indemnización de la Audiencia Nacional.
La sentencia refiere que:

En conclusión cabe decir que, si bien está acreditado que los daños se produjeron como consecuencia del impacto realizado sobre el recurrente de un bote de humo lanzado por personal de la fuerza pública, es lo cierto que, al no haberse acreditado circunstancias que lo contradigan, ha de presumirse, en función del principio de legalidad de la actuación administrativa, que dicha actuación no resulta desproporcionada, en contra de lo que se afirma por la sentencia recurrida, ni puede en consecuencia, calificarse como antijurídica al ser proporcionados, oportunos y congruentes los medios utilizados, ya que en modo alguno aparece acreditado en las actuaciones que el impacto del bote de humo fuera consecuencia de un disparo efectuado a conciencia sobre el recurrente, sino que más bien sería resultado del azar, dadas las condiciones de extrema violencia en que se estaba desarrollando la manifestación y la confusión existente en aquellos momentos, como en todos en que se actúa durante horas formando barricadas e imposibilitando durante ese período de tiempo el ejercicio de su misión por la fuerza pública que, por el contrario, está obligada a actuar con la decisión necesaria y sin demora, rigiéndose al hacerlo por los principios de congruencia, oportunidad y proporcionalidad en la utilización de los medios a su alcance, conforme exige el apartado C del artículo 5.2 de la Ley Orgánica 2/1986 de 13 de marzo de Fuerzas y Cuerpos de Seguridad, sin que se haya acreditado, ni siquiera indiciariamente, que en el presente caso la actuación de las fuerzas del orden no se acomodara a esas exigencias legales. No existiendo la antijuridicidad en la actuación de la Administración, el perjudicado resulta obligado a soportar el daño por lo que, estimando el recurso de casación interpuesto por la representación de la Administración del Estado y entrando en el examen de la cuestión planteada en el debate procede desestimar el recurso contencioso-administrativo confirmando la resolución recurrida, y con ello la improcedencia de declarar la responsabilidad de la Administración del Estado por los hechos enjuiciados.

En esa sentencia se recoge el voto particular del Magistrado Jesús Ernesto Peces Morate, disidente de la opinión mayoritaria de la sala y favorable a la tesis del a víctima, puesto que entre otros motivos consideró que "el riesgo de producir heridas tan graves a un manifestante era previsible y se habría podido evitar con abstenerse de disparar botes fumígenos a tan corta distancia de los participantes en la algarada."

## Tribunal Constitucional
El recurso de amparo presentado por Iribarren ante el Tribunal Constitucional fue inadmitido a trámite por Providencia de 21 de octubre de 2003. El argumento, entre otros, fue que el recurrente no había agotado los cauces procesales.

## Tribunal de Europeo de Derechos Humanos (TEDH)

Estados fundadores
Miembros posteriores el Consejo de Europa agrupa a casi todos los estados de Europa y, entre otros fines, trata de garantizar los derechos humanos entre sus miembros.

Iribarren, finalizada la vía judicial ante las instancias españolas, recurrió al Tribunal de Estrasburgo el 14 de noviembre de 2003 y en octubre de 2005 fue admitida a trámite con el número 36777/03.

### Sentencia del Tribunal de Europeo de Derechos Humanos
El Tribunal Europeo de Derechos Humanos (TEDH), perteneciente al Consejo de Europa y situado en Estrasburgo, en el asunto Mikel Iribarren Pinillos contra Reino de España (demanda nº 36777/03) sentenció por unanimidad, el 8 de enero de 2009, que el Estado español vulneró los siguientes artículos:
- El artículo 3 del Convenio Europeo para la Protección de los Derechos Humanos y de las Libertades Fundamentales (Convenio de Roma de 4 de noviembre de 1950) en el que se establece que "nadie podrá ser sometido a tortura ni a penas o tratos inhumanos o degradantes", porque los tribunales españoles no consideraron suficientemente la gravedad de las heridas y secuelas.

- El artículo 6.1 del mismo Convenio que, bajo el título "derecho a un proceso equitativo" (en el que consagra el derecho de toda persona a que su causa sea oída equitativa y públicamente, y dentro de un plazo razonable, por un Tribunal independiente e imparcial establecido por la ley),  por la nula colaboración policial en la investigación, por el escaso interés judicial en la determinación y condena de las responsabilidades y porque el proceso judicial no se realizó en un plazo razonable.

Y por ello se condena al Estado español al pago de 170.000 euros, de los que 100.000 corresponden a daños materiales; 30.000, a gastos y costas; y 40.000, a daños morales. En este último punto, la indemnización por daños morales, no existió unanimidad respecto a la cuantía a pagar porque tres de los siete jueces (Fura-Sandström, Gyulumyan y Saiz Arnáiz) consideraron excesivos los 40.000 euros ya que consideraron que Iribarren "contribuyó a crear una situación de peligro de la que finalmente fue víctima".